# 대구강림초등학교
대구강림초등학교(大邱江林初等學校)는 대한민국 대구광역시 달성군 옥포읍에 있는 공립 초등학교이다.
교화는 장미이며,교목은 이팝나무이다.

## 연혁
- 2013-10-28 강림초 설립계획 의결
- 2015-09-21 학교 교명 선정
- 2015-02-10 학교 공사 시작
- 2016-03-01 초대 김만권 교장선생님 부임
- 2016-03-01 13학급(특수학급 1포함) 개교
- 2018-03-01 2대